# Blå fjärilsfink
Blå fjärilsfink(Uraeginthus angolensis) är en fågel i familjen astrilder inom ordningen tättingar.

## Utseende och läte
Blå fjärilsfink är en liten gråbrun och puderblå astrild med blågrå näbb. Hanen är bjärt färgad med blå undersida, medan honan är ljusare, ofta med gråaktig buk. Hane rödkindad fjärilsfink har just en röd kind, men även skäraktig näbb. Lätet är ett ljudligt och distinkt "tsee-tsee-tsee". 

## Utbredning och systematik
Blå fjärilsfink delas in i två underarter med följande utbredning:
- U. a. angolensis – norra Angola till södra Kongo-Kinshasa, nordvästra Zambia och norra Zimbabwe samt på São Tomé.
- U. a. niassensis – södra Tanzania, södra Kongo-Kinshasa, Moçambique, Malawi och Zambia till Sydafrika.

## Levnadssätt
Blå fjärilsfink hittas i torr savann, jordbruksbygd och kring byar på landsbygden nära vatten. Den ses i par eller småflockar.

## Status
Arten har ett stort utbredningsområde och beståndet anses stabilt. Internationella naturvårdsunionen IUCN listar den därför som livskraftig (LC).

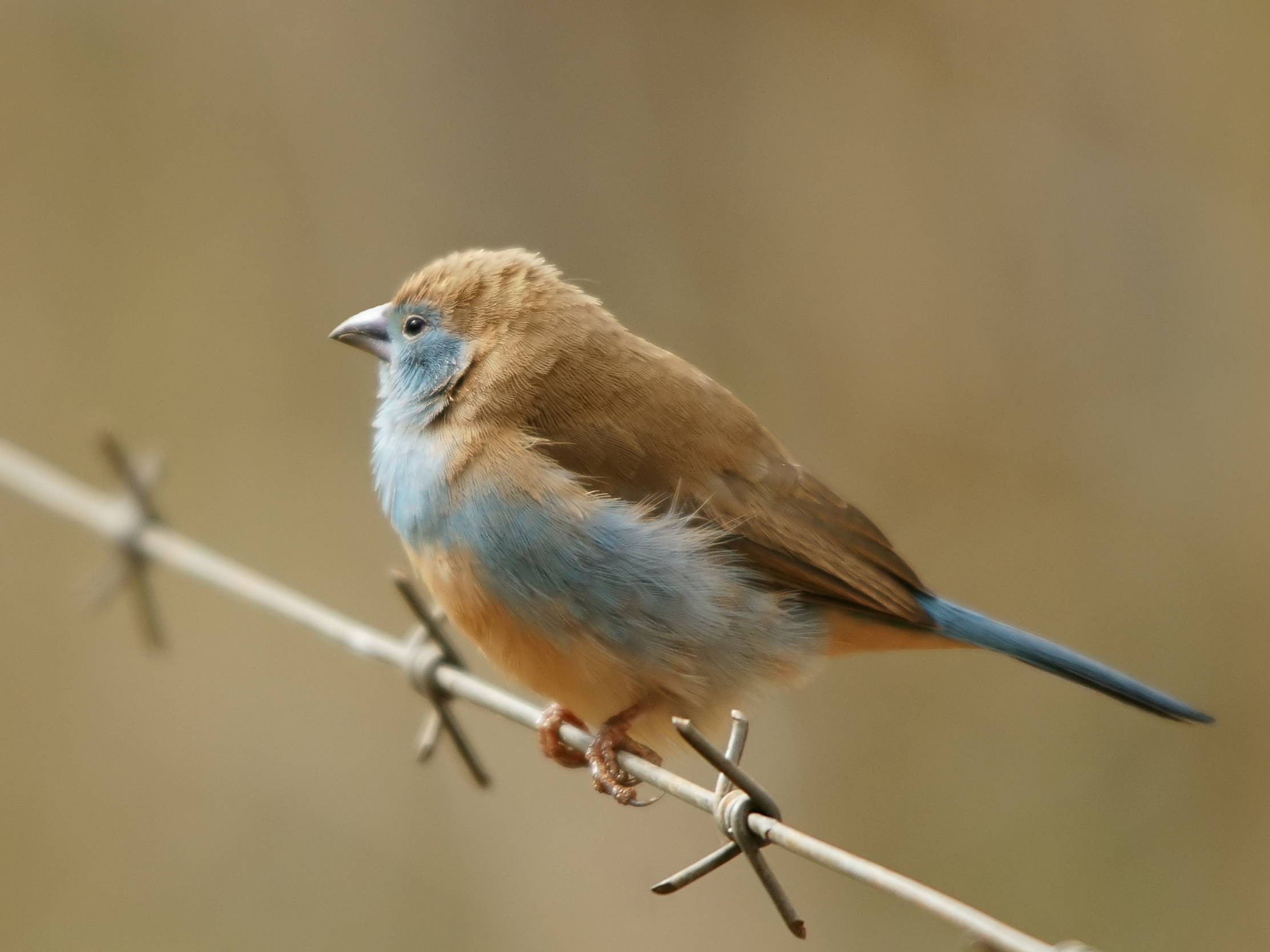
Hona